# Колчево (Рязанская область)
Колчево — деревня в Михайловском районе Рязанской области России.

## История
| Год  | Население |
| ---- | --------- |
| 1929 | 429       |

Деревня впервые упоминается в XVIII в.
До 1924 года деревня входила в состав Горностаевской волости Михайловского уезда Рязанской губернии.

## Население
| 2010 | 2023 |
| ---- | ---- |
| 0    | →0   |